# Джексон (округ, Міннесота)
Шаблон:StateAbbr_ 43°41′ пн. ш. 95°10′ зх. д. / 43.68° пн. ш. 95.16° зх. д.
Округ Джексон (англ. Jackson County) — округ (графство) у штаті Міннесота, США. Ідентифікатор округу 27063.

## Історія
Округ утворений 1857 року.

## Демографія
За даними перепису
2000 року
загальне населення округу становило 11268 осіб, зокрема міського населення було 3298, а сільського — 7970.
Серед мешканців округу чоловіків було 5652, а жінок — 5616. В окрузі було 4556 домогосподарств, 3117 родин, які мешкали в 5092 будинках.
Середній розмір родини становив 2,95.
Віковий розподіл населення поданий у таблиці:
| Стать    | До 15 років | 15-21 | 22-29 | 30-39 | 40-49 | 50-65 | 65-85 | Понад 85 |
| -------- | ----------- | ----- | ----- | ----- | ----- | ----- | ----- | -------- |
| Чоловіки | 1132        | 580   | 432   | 729   | 929   | 848   | 869   | 133      |
| Жінки    | 1061        | 508   | 387   | 633   | 869   | 852   | 1053  | 253      |

## Суміжні округи
- Коттонвуд — північ
- Ватонван — північний схід
- Мартін — схід
- Еммет, Айова — південний схід
- Дікінсон, Айова — південь
- Оссеола, Айова — південний захід
- Ноблс — захід

## Виноски
1. ↑  US Decennial Census. US Census Bureau. Архів оригіналу за 26 квітня 2015. Процитовано 18 жовтня 2014.
2. ↑  Historical Census Browser. University of Virginia Library. Архів оригіналу за 11 серпня 2012. Процитовано 18 жовтня 2014.
3. ↑  Population of Counties by Decennial Census: 1900 to 1990. US Census Bureau. Архів оригіналу за 4 серпня 2014. Процитовано 18 жовтня 2014.
4. ↑  Census 2000 PHC-T-4. Ranking Tables for Counties: 1990 and 2000 (PDF). US Census Bureau. Архів оригіналу (PDF) за 18 грудня 2014. Процитовано 18 жовтня 2014.
5. ↑  State & County QuickFacts. Бюро перепису населення США. Архів оригіналу за 7 червня 2011. Процитовано 1 вересня 2013.(англ.) Наведено за англійською вікіпедією.
6. ↑  American FactFinder. Бюро перепису населення США. Архів оригіналу за 21 травня 2008. Процитовано 31 січня 2008.

| США | Це незавершена стаття з географії США. Ви можете допомогти проєкту, виправивши або дописавши її. |